# Di Paola (famiglia)
I Di Paola sono una famiglia nobile italiana originaria di Malta.

## Storia
Famiglia nobile originaria di Malta passata nella Sicilia nel XVI secolo, dove fu feudataria di Valdilupo e Ozialora. Si diramò in Caltagirone, Nicosia e Napoli. Le origini assai nobili risalgono da Antoine De Paule (Tolosa, 1551 – La Valletta, 9 giugno 1636) fu Gran Maestro dell’Ordine di Malta dal 1623 fino alla sua morte. Antoine De Paule discendeva da una famiglia nobile originaria di Tolosa (Casato di Tolosa) in Francia. Situato in Sant'Agata di Militello si trova uno dei palazzi della famiglia, costruito nel 1880.
Importanti figure storiche sono Nicola senatore in Roma nel 1685,  Francesco avvocato a Palermo nel XVI secolo e Andrea, podestà in Giarratana nel 1705. Gaetano che nel secolo XVIII fece parte della Dieta dei Comuni tenutasi a Roma.

## Stemma
Il blasone di questo casato viene rappresentato con uno scudo francese antico con sfondo azzurro, con all’interno tre conchiglie poste due in alto, rispettivamente a destra e a sinistra, mentre l’altra in basso. Verso il centro-sinistra è rappresentata la Rosa Dei Venti, trasportata da “un’onda”. Simboleggia il rapporto con il mare, l’astuzia e il potere marino che aveva questo casato, infatti godeva di una flotta di navi merci, partendo da Cefalù in direzione di Malta, dove la famiglia si ricorda ancora oggi grazie alla città Paola. Questo casato fiorisce tutt’ora.